# SHINee WORLD 2014 ~I'm Your Boy~
《SHINee WORLD 2014 ~I'm Your Boy~》는 대한민국의 보이 그룹 샤이니의 세 번째 일본 콘서트 투어이다. 최초 일정 공개 당시 13회에 걸친 홀 투어로 예정되어 있었으나, 현지 팬들의 호응이 좋아 17회에 걸친 아레나 투어 일정과 도쿄 돔 공연 일정이 추가되었다.

## SPECIAL EDITION
아레나 투어 1일 차인 2014년 11월 1일, 샤이니는 2015년 3월 14일과 15일 양일간의 도쿄 돔 공연 개최를 선언하였다. 샤이니는 30회에 걸친 본 투어를 통해 통산 20만여명의 누적 관객을 기록하였다.

## 투어 일정
| 날짜             | 도시     | 장소                                   | 관객 동원      |
| 홀 투어          | 홀 투어  | 홀 투어                                | 홀 투어        |
| ---------------- | -------- | -------------------------------------- | -------------- |
| 2014년 9월 28일  | 천엽     | 이치하라 시민회관                      | 1,500명        |
| 2014년 9월 30일  | 정강     | 시즈오카 시민회관                      | 2,000명        |
| 2014년 10월 1일  | 군마     | 군마 시민회관                          | 2,200명        |
| 2014년 10월 2일  | 회목     | 우쓰노미야 시민 문화회관               | 2,000명        |
| 2014년 10월 8일  | 구주     | 이치고 그랜시어터                      | 1,800명        |
| 2014년 10월 9일  | 장기     | 나가사키 브릭 홀                       | 2,000명        |
| 2014년 10월 11일 | 장야     | 호쿠토 문화회관                        | 2,100명        |
| 2014년 10월 12일 | 석천     | 혼다노모리 홀                          | 통산 3,400명   |
| 2014년 10월 13일 | 석천     | 혼다노모리 홀                          | 통산 3,400명   |
| 2014년 10월 15일 | 삼중     | 미에 아트센터                          | 1,900명        |
| 2014년 10월 17일 | 정강     | 하마마스 액트 시티                     | 2,300명        |
| 2014년 10월 23일 | 기옥     | 사이타마 문화센터                      | 2,000명        |
| 2014년 10월 27일 | 강산     | 쿠라시키 시빅 홀                       | 2,000명        |
| 아레나 투어      |          |                                        |                |
| 2014년 11월 1일  | 광도     | 그린 아레나                            | 통산 20,000명  |
| 2014년 11월 2일  | 광도     | 그린 아레나                            | 통산 20,000명  |
| 2014년 11월 8일  | 신석     | 니가타 토키 멧세                       | 9,000명        |
| 2014년 11월 12일 | 나고야시 | 니혼 가이시 홀                         | 통산 20,000명  |
| 2014년 11월 13일 | 나고야시 | 니혼 가이시 홀                         | 통산 20,000명  |
| 2014년 11월 20일 | 복강     | 마린 멧세 후쿠오카                     | 13,000명       |
| 2014년 11월 23일 | 찰황     | 마코마나이 세키스이 하임 아이스 아레나 | 11,500명       |
| 2014년 11월 26일 | 동경     | 국립 요요기 경기장 제1체육관           | 통산 65,000명  |
| 2014년 11월 27일 | 동경     | 국립 요요기 경기장 제1체육관           | 통산 65,000명  |
| 2014년 12월 2일  | 동경     | 국립 요요기 경기장 제1체육관           | 통산 65,000명  |
| 2014년 12월 3일  | 동경     | 국립 요요기 경기장 제1체육관           | 통산 65,000명  |
| 2014년 12월 4일  | 동경     | 국립 요요기 경기장 제1체육관           | 통산 65,000명  |
| 2014년 12월 9일  | 대판     | 오사카 성 홀                           | 통산 24,000명  |
| 2014년 12월 10일 | 대판     | 오사카 성 홀                           | 통산 24,000명  |
| 2014년 12월 11일 | 대판     | 오사카 성 홀                           | 통산 24,000명  |
| 2014년 12월 13일 | 신호     | 고베 월드 기념 홀                      | 통산 20,000명  |
| 2014년 12월 14일 | 신호     | 고베 월드 기념 홀                      | 통산 20,000명  |
| SPECIAL EDITION  |          |                                        |                |
| 2015년 3월 14일  | 동경     | 도쿄 돔                                | 통산 100,000명 |
| 2015년 3월 15일  | 동경     | 도쿄 돔                                | 통산 100,000명 |

## 세트 리스트
- Opening VCR -
- 3 6 5 (JP)
- Sherlock (JP)
- Love Like Oxygen (JP)
- Hello (JP)
- 3 2 1 (JP)

- Ment - 
- Replay - 君は僕のeverything -_Acoustic Ver. (JP)

- VCR #2 -
- Bounce (JP)
- 히치하이킹 (Hitchhiking) (KR)
- Evil (KR)
- Picasso (JP)

- Band Introduction -
- Colors Of The Season (JP)

- Ment -
- Fire (JP)
- Run With Me (JP)

- VCR #3 -
- Perfect 10 (JP)
- LUCKY STAR (JP)
- Bodyguard (JP)

- Ment -
- Boys Meet U (JP)

- VCR #4 -
- Everybody (JP)

- VCR #5 -
- Breaking News (JP)

- Dancer Introduction -
- JULIETTE (JP)
- LUCIFER_Rock Tronic Remix Ver. (JP)
- Downtown Baby (JP)

- Encore -
- Dream Girl (JP)

- Ment -
- Sunny Day Hero (JP)
- Dazzling Girl (JP)

- Opening VCR -
- Everybody (JP)
- LUCIFER (JP)
- BURNING UP! (JP)
- Sherlock (JP)

- Ment - 
- Replay - 君は僕のeverything - (JP)

- VCR #2 -
- Bounce (JP)
- 히치하이킹 (Hitchhiking) (KR)
- Evil (KR)
- Picasso (JP)

- VCR #3 -
- 1000年, ずっとそばにいて..  (JP/천년, 계속 곁에 있어줘)
- MOON RIVER WALTZ (JP)
- Colors Of The Season (JP)
- Fire (JP)
- DJing Performance (Key)

1. Amigo (JP/With 종현)
2. 다이너마이트 (Dynamite) (KR/With 온유, 태민)
3. Amigo (JP/With 민호)

- 데자-부 (Deja-Boo) (KR/종현 Solo)
- Rainy Blue[4](JP/온유 Solo)
- Born To Shine (JP/Key Solo)
- ケラケラ じゃんけん[5](케라케라 잔켄/JP/민호 Solo)
- 괴도 (Danger) (KR/태민 Solo)

- VCR #4 -
- Perfect 10 (JP)
- LUCKY STAR (JP)
- Bodyguard (JP)
- Boys Meet U (JP)

- Ment -
- Your Number (JP)

- VCR #5 -
- Breaking News (JP)

- Dancer Introduction -
- JULIETTE (JP)
- Ring Ding Dong_SHINee WORLD III Ver. (KR)
- Downtown Baby (JP)

- Encore -
- Sunny Day Hero (JP)
- Dream Girl (JP)
- 3 2 1 (JP)
- Dazzling Girl (JP)

- Band Introduction·Ment -
- Love (JP)

## 제작
- 샤이니 (온유, 종현, Key, 민호, 태민)
- 주최 : SM 엔터테인먼트 재팬, ON THE LINE
- 후원 : 유니버설 뮤직 재팬